# ماریا دی وی یوتا
ماریا دی وی یوتا (به اسپانیایی: María de Villota) (زاده ۱۳ ژانویه ۱۹۸۰-درگذشته ۱۱ اکتبر ۲۰۱۳) رانندهٔ زن فرمول یک اسپانیایی بود او در سال ۲۰۱۲ تصادف شدیدی کرد اما پس از این تصادف با وجود آسیب شدید و از دست دادن یک چشم خود به زندگی بازگشت اما پس از مدتی در ۱۱ اکتبر ۲۰۱۳ بر اثر جراحات و آسیب‌های ناشی از تصادف درگذشت